# Dieffenbach-au-Val
Dieffenbach-au-Val – miejscowość i gmina we Francji, w regionie Grand Est, w departamencie Dolny Ren.
Według danych na rok 1990 gminę zamieszkiwało 559 osób, 189 os./km².